# 相模神奈交バス

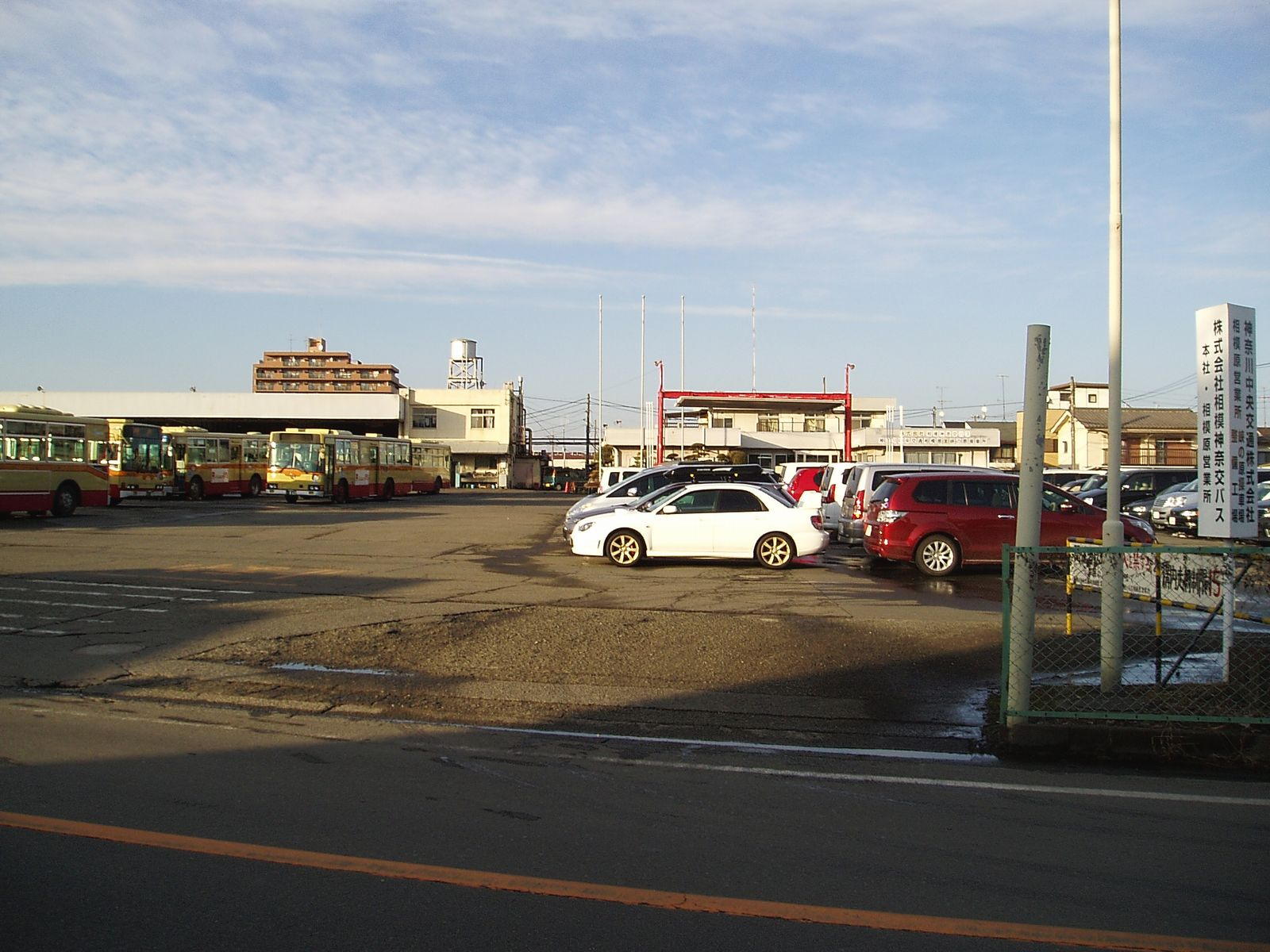
相模神奈交バス相模原営業所（峡の原車庫）

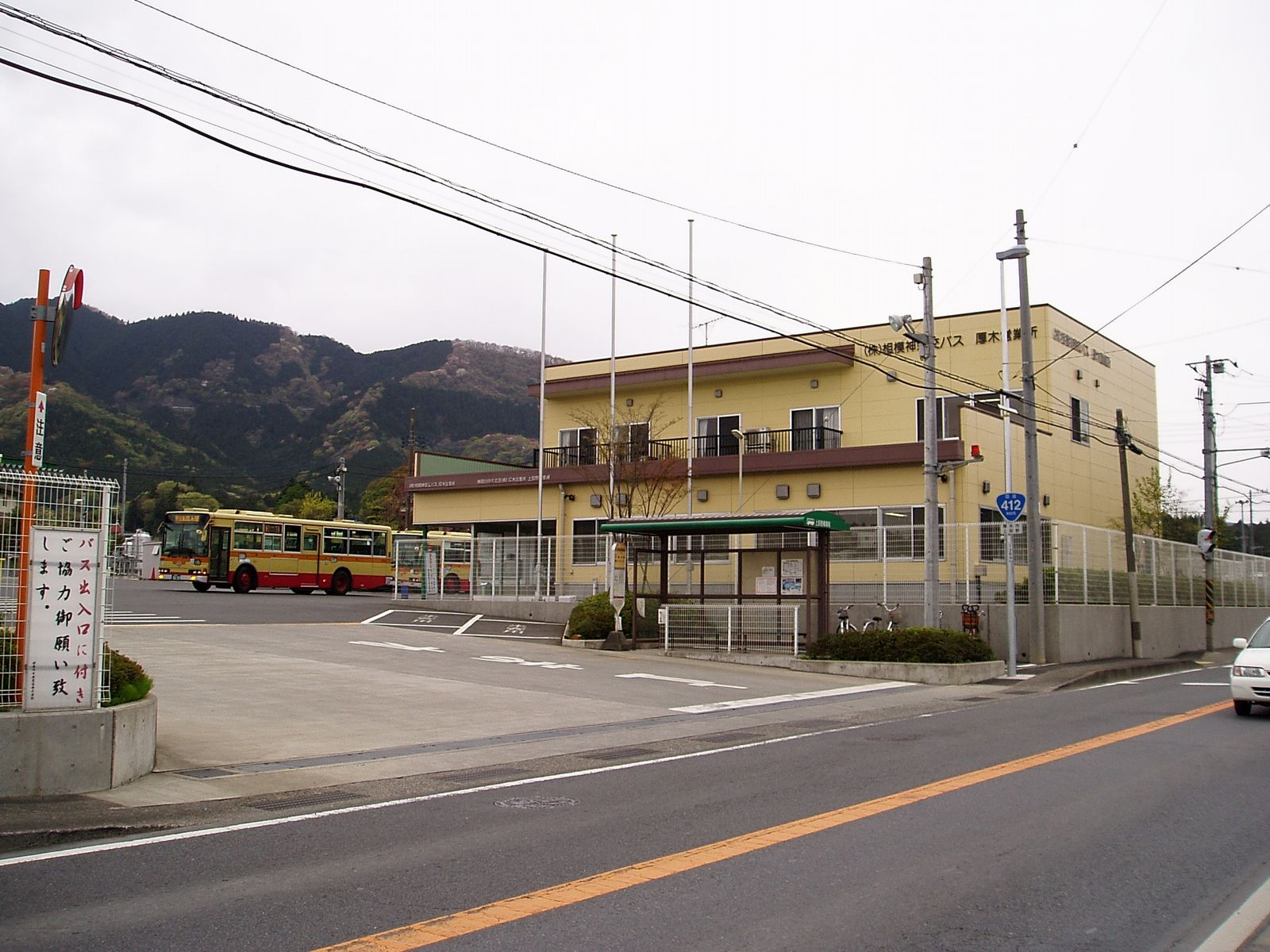
相模神奈交バス厚木営業所（上荻野車庫）

相模神奈交バス（さがみかなこうバス）は、かつて神奈川県相模原市を中心に路線バス事業を行っていた企業である。神奈川中央交通から分社された地域子会社である神奈交バスのひとつ。コーポレートカラーは青緑、自社車両に表記される営業所記号は「SK」を用いていた。
2000年に設立。基本的には神奈中バスの不採算路線の移管を受けて営業を行っており、同社本体の路線の運行管理の受託も事業の一つとなっていた。2017年1月、藤沢神奈交バスと合併して神奈川中央交通東に社名変更した。

## 本社所在地
- 神奈川県相模原市緑区西橋本4丁目11-1（神奈中バス相模原営業所峡の原操車所構内）

## 沿革
- 2000年（平成12年）12月8日：会社設立。
- 2008年（平成20年）12月21日：PASMOを導入。
- 2010年（平成22年）3月31日：バス共通カードの販売を終了する。
- 2013年（平成25年）10月28日：相模原営業所管内路線の乗降方法を「前乗り・前降り」から「中乗り・前降り」に変更[2]。
- 2014年（平成26年）3月24日：厚木営業所管内路線の乗降方法を「前乗り・前降り」から「中乗り・前降り」に変更[3]。
- 2017年（平成29年）1月1日：神奈中グループの会社再編に伴い、藤沢神奈交バスとともに神奈川中央交通東へ社名変更。[1]

## 川崎市バスの運行受託
2011年4月1日からは川崎市バス菅生営業所の運行管理受託を開始した。神奈中グループのバス事業者が他社局の営業所・路線を管理受託するのは初であった。なお、神奈川中央交通東となった後の2017年3月25日をもって受託解除している。

## コミュニティバス

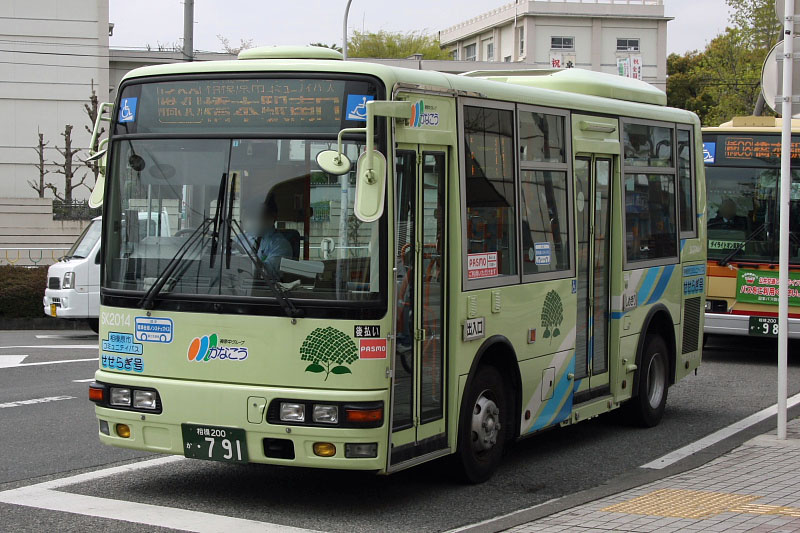
相模原市コミュニティバス「せせらぎ号」
相模神奈交バス時代の車両（SK2014号車）

## 営業所
路線及び営業所等の詳細については、それぞれのリンク先（神奈中の営業所）を参照のこと。
相模原営業所 （神奈川中央交通相模原営業所峡の原操車所）
- 神奈川県相模原市緑区西橋本4-11-1
  - 神奈中相模原営業所峡の原操車所の全体管理受託

町田営業所 （神奈川中央交通町田営業所）
- 東京都町田市野津田町字関の上350
  - 神奈中町田営業所の一部系統・一部便の管理及び運行受託

厚木営業所 （神奈川中央交通厚木営業所上荻野操車所）
- 神奈川県厚木市上荻野3596-1
  - 神奈中厚木営業所上荻野操車所の全体管理受託

菅生営業所 （川崎市交通局菅生営業所）
- 神奈川県川崎市宮前区犬蔵3-5-1
  - 川崎市バス菅生営業所の全体管理受託

## 車両
自社車両は神奈中からの転属車がほとんどで、三菱ふそう車が大半を占めていた。神奈中からの受託車両も三菱ふそう車の比率が高かったが、一時期生産されたUDトラックス（旧・日産ディーゼル）からのOEM車も多く存在していた。
2016年1月、同年2月には、三菱ふそう・エアロスターノンステップバスが相模原営業所峡の原操車所に1台ずつ導入された。相模原営業所の神奈交カラーの車両は、2台とも2016年12月に神奈中色にラッピングされたため消滅となった。
厚木営業所にはUDトラックス製のワンステップ車、ノンステップ車と、自転車が搭載できる「自転車ラックバス」が在籍していた。
以上の車両は、全て神奈川中央交通東へ引き継がれた。